# 王子淦
王子淦（1920年4月18日—2000年2月16日）江苏南通人，著名剪纸艺人，全国工艺美术特级大师。曾被朱镕基誉为“神剪”。
- 1920年出生于江苏南通金沙镇一个贫苦农民家庭。
- 1940年师从 武万恒 学习剪纸。
- 1945年独立门户开始剪纸创作。
- 1956年成为上海工艺美术研究室（上海工艺美术研究所的前身）首批12位民间艺人之一。
- 1960年出版第一本个人剪纸专辑。
- 1964年评为工艺师。
- 1983年在上海美术展览馆举办王子淦剪纸50周年纪念展。
- 20世纪80年代，两次出访日本，一次赴香港讲学。并连续出版5本剪纸专辑。
- 1987年被评为高级工艺美术师职称，并授予全国工艺美术特级大师称号和荣誉勋章，并被上海市政府聘为文史馆馆员。
- 1990年9月，上海市市长朱镕基在观摩其剪纸表演,誉为“神剪”。由此，得名“江南神剪”。

王子淦曾连续三年获得上海市劳动模范称号。曾担任上海市政协委员，中国文学艺术家联合会民间研究会委员，中国民间文艺研究会理事，上海市民间文艺研究会理事，中国美术家协会会员。
2000年2月16日在上海病逝。

## 作品
- 剪纸作品集《王子淦剪纸艺术》
- 大量作品藏于 上海工艺美术博物馆 和 上海市档案馆